# Robert P. Kirshner
Robert P. Kirshner (* 15. srpna 1949) je americký fyzik a astronom. Známý je především díky práci ve fyzice supernov, zkoumání zbytků supernov, velkorozměrových struktur vesmíru a využití supernov pro měření rychlosti vesmírné expanze.
Bakalářský titul získal na Harvardově univerzitě, doktorát udělal na Kalifornském technologickém institutu v roce 1975.
Vedl práce v pozorování SN 1987A, nejjasnější supernova od dob Johannesa Keplera, s použitím International Ultraviolet Explorer a také Hubbleova vesmírného dalekohledu po jeho startu v roce 1990. V 90. letech byl součástí projektu Las Campanas Redshift Survey, ve kterém bylo zkoumáno 35 000 galaxií.
V 90. letech byl rovněž členem týmu High-Z Supernova Search Team, který zkoumal rychlost rozpínání vesmíru pomocí vzdálených supernov. V roce 1998 členové týmu objevili, že rychlost vesmírné expanze roste, což implikuje existenci temné energie.  Za tuto práci získal Gruberovu kosmologickou cenu. Adam Riess a Brian Schmidt, oba Kirshnerovi studenti získali Nobelovu cenu za fyziku.  Popis tohoto objevu je podán v knize "The Extravagant Universe", která vyšla i v českém překladu od Nakladatelství Paseka jako Výstřední vesmír. 
Od roku 1998 je členem Národní akademie věd Spojených států amerických, v letech 2004-2006 byl prezidentem Americké astronomické společnosti. V roce 2015 získal Wolfovu cenu za fyziku. 
V roce 1986 se stal profesorem na Harvardově univerzitě, tuto činnost vykonává i v roce 2016.  Pomohl univerzitě vstoupit do Maggelanovy observatoře a také do projektu Giant Magellan Telescope. Působil rovněž na Michiganské univerzitě a na Národní observatoři Kitt Peak.
Kirshner je ženatý, má dvě děti.